# Федоровцев Сергій Анатолійович
Сергій Анатолійович Федоровцев (народився 31 січня 1980 року, Ростов-на-Дону, Російська РФСР, СРСР) — російський спортсмен, олімпійський чемпіон 2004 року з академічного веслування (четвірка парна). Заслужений майстер спорту Росії. У 2016 році з'явилася інформація про вживання ним допінгу.

## Дитинство
Сергій Федоровцев почав займатися спортом в юні роки. Спочатку він відвідував дитячу спортивну секцію, де його улюбленим заняттям стала академічна гребля. Його першим тренером та наставником стала Роза Софронова.
З часом Федоровцев домігся відмінних результатів і став одним з найкращих атлетів Росії серед юніорів. Але з волі випадку спортсмен серйозно захворів. Лікарі порадили Сергію повністю відмовитися від спорту і зайнятися власним здоров'ям. Велику роль у даний період життя Сергія зіграв Самвел Аракелян, його другий наставник. Завдяки його постійній моральній допомозі Федоровцев впорався з важкою недугою і домігся відмінних результатів у великому спорті. Федоровцев проявив себе як талановитий спортсмен серед юніорів. У 1999 році він увійшов до складу російської національної збірної.

## Олімпійські ігри 2004
На Олімпійських іграх в Афінах брав участь в заїздах парних четвірок. Головним чином, темп у човні задавав Федоровцев, попри те, що він був наймолодшим у команді, і росіяни перемогли.

## Олімпійські ігри 2008 та 2012
У 2008 році Сергій Федоровцев брав участь в олімпіаді в Пекіні. Екіпаж не дійшов до фіналу змагань, пропустивши команди з Польщі, Чехії, Австралії та Німеччини і став сьомим. На Олімпіаді — 2012 в Лондоні — восьмим.

## Чемпіонати світу і Європи
Учасник десяти чемпіонатів світу. Найкращий результат — 5-е місце (2002, 2003, 2011).
Учасник шести чемпіонатів Європи. Чемпіон Європи 2011, 2015 року.

## Дискваліфікація
Міжнародна федерація веслувального спорту в липні 2016 року через вживання допінгу дискваліфікувала російську чоловічу команду з академічного веслування. Російська парна четвірка не брала участі в Олімпійських іграх того року, її замінила команда Нової Зеландії. За повідомленням федерації, в допінг-пробах олімпійського чемпіона 2004 року Сергія Федоровцева, взятих 17 травня, виявлений заборонений препарат триметазидин. Всі спортивні досягнення Федоровцева з дня здачі проби були анульовані. До складу російського екіпажу, разом з Федоровцевим, входили Владислав Рябцев, Артем Косов та Микита Моргачов, в запасі був Павло Сорін. Федоровцев дискваліфікований на чотири роки. Чотирирічне відсторонення спортсмена тривало з 16 червня 2016 року.